# 堀内干城
堀内干城（1889年3月7日—1951年5月28日）是一位日本外交官。

## 生平
1889年出生于日本奈良县生駒郡筒井村（现大和郡山市）。1915年毕业于京都大学政治科，1918年通过高等文官试验进入日本外務省。相继担任领事官補、日本外務省事務官、日本驻英国大使馆二等书记官、日本驻上海领事馆领事、中华民国公使馆二等书记官、同一等书记官、日本驻天津领事馆总领事、中华民国大使馆参事官、日本驻北京领事馆总领事。1939年担任日本外務省东亚局长。1940年担任中华民国大使馆参事官、特命全权公使兼上海总领事。